# ブリン・マクオーレイ
ブリン・マクオーレイ(英: Bryn McAuley、1989年6月7日〜) は、カナダの女優。

## 出演作品
- カイユー - カイユー
- ドンキーコング - ベイビーコング
- アンジェラ・アナコンダ
- フランクリン - ハリエット・タートル
- 6ティーン - カイリー・スマイリー
- アーロン・ストーン - キャリー
- 絶叫キャンプ レイクボトム - スージー
- グロジバンド - レイニー・ペン、ラリー・ネップ、N'ORB
- 笑撃のナムチャックス! - クィルズ
- お尻がサイコになった日！ - エレノア・スターン
- ファングボーン - シード
- モンスター・ホテル ザ・シリーズ - メイヴィス
- パウ・パトロール